# Gonzalo López Pardo
Gonzalo López Pardo (Santiago de Chile, 18 de abril de 1973) es un periodista y escritor chileno. Entre sus obras se encuentra Tauca, La Era de Hay’n (2009), Lengua de Brujo (2014),  Jäger - Los Ovnis de Hitler (2020) y Piromancia (2023).

## Reseña biográfica
Nació en Santiago de Chile, en 1973, pero se crio en Punta Arenas, una ciudad y puerto interoceánico de la Zona Austral de Chile. Estudió Periodismo en la Universidad de Playa Ancha, en Valparaíso. En 1997 volvió a vivir a la capital chilena, donde reside hoy. Es autor de novelas, cuentos e historietas.
Sus principales referentes literarios son el mexicano Juan Rulfo, el argentino Jorge Luis Borges, el chileno Francisco Coloane y el japonés Hayao Miyazaki. Su mentor es el español avecindado en Chile, Rafael Otano Garde.
Su primer libro publicado fue Tauca, La Era de Hay’n, novela gráfica creada en conjunto con el dibujante Rafael Nangarí Bade, publicada por la editorial Visuales, en 2009. En el mismo año, en compañía de Nangarí Bade y otros autores, publicó Cénit, la aventura tiene rostro de mujer, también por la editorial Visuales.
En 2014, publica la primera edición del libro Lengua de Brujo (autopublicación), y en 2017 es publicada una segunda edición bajo el alero de las editoriales Mythica (Chile) y Suwalsky Publishers (Estados Unidos).
En 2020 publicó Jäger - Los Ovnis de Hitler, en conjunto con Daslav Maslov Igor, bajo el sello Maslov.
En 2022 publicó la novela Piromancia, con editorial Malgrava.
En 2023 obtuvo el primer lugar en el "Tercer concurso de cuentos inspirados en el mar de Chile”, organizado por la Liga Marítima de Chile (Valparaíso).
En abril de 2024 publicó la novela Aquel Montón de Espejos Rotos, con editorial Forja.

## Obras
- Tauca, La Era de Hay’n, Visuales, Santiago de Chile, 2009
- Cénit, la aventura tiene rostro de mujer, Visuales, Santiago de Chile, 2009Gonzalo López Pardo en 2021

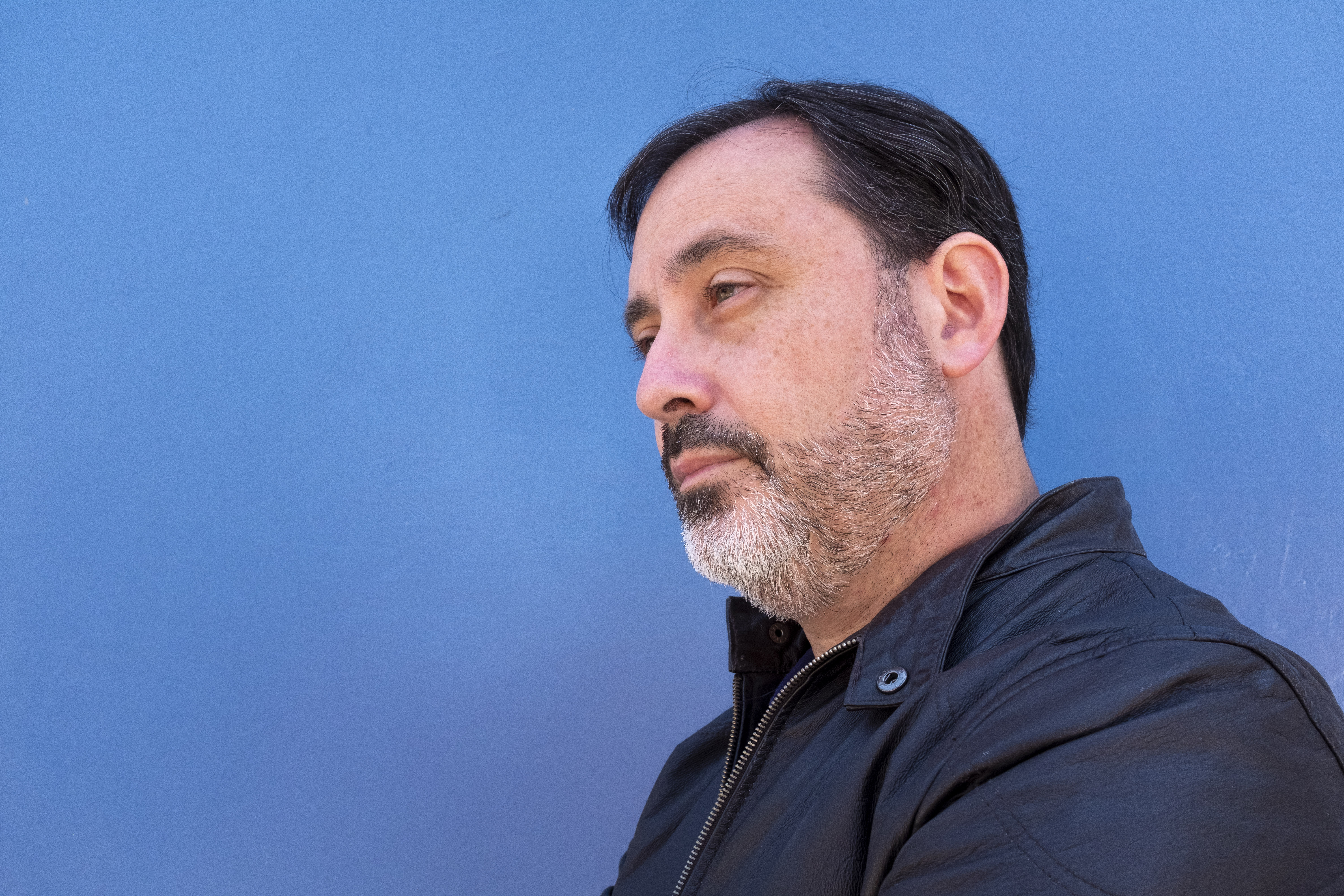
Gonzalo López Pardo en 2021

- Lengua de Brujo, primera edición, Santiago de Chile, 2014
- Lengua de Brujo, segunda edición, Mythica, Suwalsky Publishers, Santiago de Chile, 2017
- Jäger - Los Ovnis de Hitler, Maslov, Santiago de Chile, 2020
- "Piromancia", Malgrava, Santiago de Chile, 2022.
- "Aquel Montón de Espejos Rotos", Forja, Santiago de Chile, 2024.